# Tofizopam
Tofizopam, tofisopam – organiczny związek chemiczny z grupy benzodiazepin. Występuje w postaci dwóch enancjomerów: lewotofizopamu i dekstofizopamu.
Farmakologicznie odznacza się działaniem przeciwlękowym. Nie wykazuje innych właściwości charakterystycznych dla leków benzodiazepinowych (brak działania przeciwdrgawkowego, sedatywnego, rozluźniającego mięśnie szkieletowe, upośledzającego zdolności motoryczne oraz brak właściwości amnestycznych).
W odróżnieniu od najczęściej spotykanych leków benzodiazepinowych opartych na szkielecie benzo[1,4]diazepiny, jest pochodną benzo[d][1,2]diazepiny (z układem atomów azotu w sąsiednich pozycjach pierścienia diazepinowego).
Został wprowadzony do lecznictwa (pod nazwą handlową Grandaxin) w 1970 roku przez firmę Egis Pharmaceuticals. Stosuje się go na Węgrzech, Tajlandii, Rosji, Japonii i Czechach; w innych krajach jest praktycznie nieznany. Pochodnymi tofizopamu giryzopam oraz neryzopam.

## Preparaty
- Grandaxin (Egis Pharmaceuticals, Węgry) – preparat w Polsce niezarejestrowany, dostępny wyłącznie w trybie importu docelowego.